# Pierre Virion
Pour le virus, voir Virion.
Pierre Virion, né le 27 janvier 1899 à Paris et mort le 27 mai 1988 à Courbevoie, est un journaliste et essayiste français.

## Biographie
Licencié en droit et diplômé d'études supérieures en histoire, il enseigne quelques années pour ensuite travailler dans la banque et les transports. Spécialisé dans l'occultisme, il collabore à la Revue internationale des sociétés secrètes de Mgr Jouin sous les pseudonymes de J. Boicherot et Lefrançois. De sensibilité traditionaliste, il fait également des conférences dans les milieux nationalistes, en particulier à l'Action française. 
Après la Deuxième Guerre mondiale, il participe à la fondation de l'Association Universelle des Amis de Jeanne d'Arc avec le général Weygand. Auteur de nombreux ouvrages, il dénonce notamment l'avènement d'un « Nouvel ordre mondial ». Virion avait également collaboré à plusieurs périodiques dont Le Corporatisme, Aspects de la France, La Pensée Catholique, Écrits de Paris et Les Amis de Jeanne d'Arc.
Il est par ailleurs le maître de l'ordre des chevaliers de Notre-Dame de 1948 à 1965.

## Thèses
Dans son livre, L'Europe après sa dernière chance, son destin, il explore différentes théories concernant le refus par la France d'une paix séparée avec l'Autriche en 1917.

## Publications

### En français
- Bientôt un gouvernement mondial, une super et contre Église ?, Paris, Téqui, 1967.
- Le Mystère d'iniquité, Paris, Téqui.
- La Banque et le régime corporatif.
- Le Complot, les forces occultes, Saint-Remi  (ISBN 978-2-845-19365-9).
- Le Christ qui est roi de France, éditions Téqui, 2009  (ISBN 2-852-44393-7) [lire en ligne] [PDF].
- L'Obéissance à l'Église : Le procès de Jeanne d'Arc continue ?, Association universelle des amis de Jeanne d'Arc.
- Civilisation notre bien commun.
- Le Nouvel Ordre du monde, Téqui  (ISBN 978-2-852-44000-5).
- Jeanne en son temps conférence faite en 1956 à Orléans. Jeanne en notre temps : Conférence faite à Paris le 8 mai 1957, Salon.
- La Franc-maçonnerie et la socialisation de l'enfant, conférence donnée par la Ligue franc-catholique.
- Les Forces occultes dans le monde, éditions Delacroix, 1965.
- L'Europe après sa dernière chance, son destin, Téqui, 1984.
- La Cité des philosophes : édition posthume, ESR, 2024, 160 p.

### En espagnol
- (es) La Masoneria Dentro de La Iglesia [(es) lire en ligne].
- (es) El Gobierno Mundial y La Contra-Iglesia [(es) lire en ligne].